# Lucas Scott
Lucas Scott er en fiktiv person, der er søn af Karen Roe og Dan Scott. Han er født i 1989.
Dan Scott har dog aldrig været interesseret i Lucas som søn. Det er først da Lucas begynder på Tree Hill Highs baskethold at at alle parter må forholde sig til det meget anstrengte forhold. Dan Scott har en anden søn Nathan Scott, der derfor er Lucas halvbror.
Lucas går på Tree Hill High hvor hans bedste ven er Haley James. De første 4 sæson ser man således hvordan Lucas lever sit liv sammen med henholdsvis Brooke Davis og Peyton Sawyer. Lucas lider af en genetisk hjertefejl HCM som i en tid hindre ham i at spille basketball. 
I sæson 5 da vi vender tilbage til Tree Hill efter 4 år har Lucas fået sin bog udgivet. Han bor i Tree Hill mens at hans mor og søster (datter af Karen Roe og Kieth Scott) rejser jorden rundt. Han forsøger at skive sin anden roman, hvilket dog ikke falder ham nemt.
Lucas Scott spilles af Chad Michael Murray.

## Andre karakterer fra One Tree Hill
Nathan Scott

Dan Scott

Karen Roe

Brooke Davis

Peyton Sawyer

Haley James Scott

Lindsey Strauss

Lily Roe Scott

Jamie Scott

Deb Lee

Keith Scott